# Sminthurinus gisini
Sminthurinus gisini is een springstaartensoort uit de familie van de Katiannidae. De wetenschappelijke naam van de soort is voor het eerst geldig gepubliceerd in 1965 door da Gama.